# Substitució vulgar
La substitució vulgar és el nomenament d'un segon hereu pel cas que el primer cridat no ho sigui, bé per mort o bé per no acceptar l'herència.
Aquesta substitució pot ser simple o amb expressió de casos. Pot esser també expressa o tàcita. Els seus efectes generals són els mateixos que pels hereus.
Està regulat en els articles 425-1 i següents del Codi Civil de Catalunya.